# 硬毛雪兔子
硬毛雪兔子（学名：Saussurea delavayi var. hirsuta）为菊科风毛菊属雪兔子下的一个变種。

## 同物異名
- Saussurea delavayi f. hirsuta J.Anthony
- Saussurea hirsuta (J.Anthony) Hand.-Mazz.

## 扩展阅读
- 維基物種上的相關：硬毛雪兔子